# Grau dia

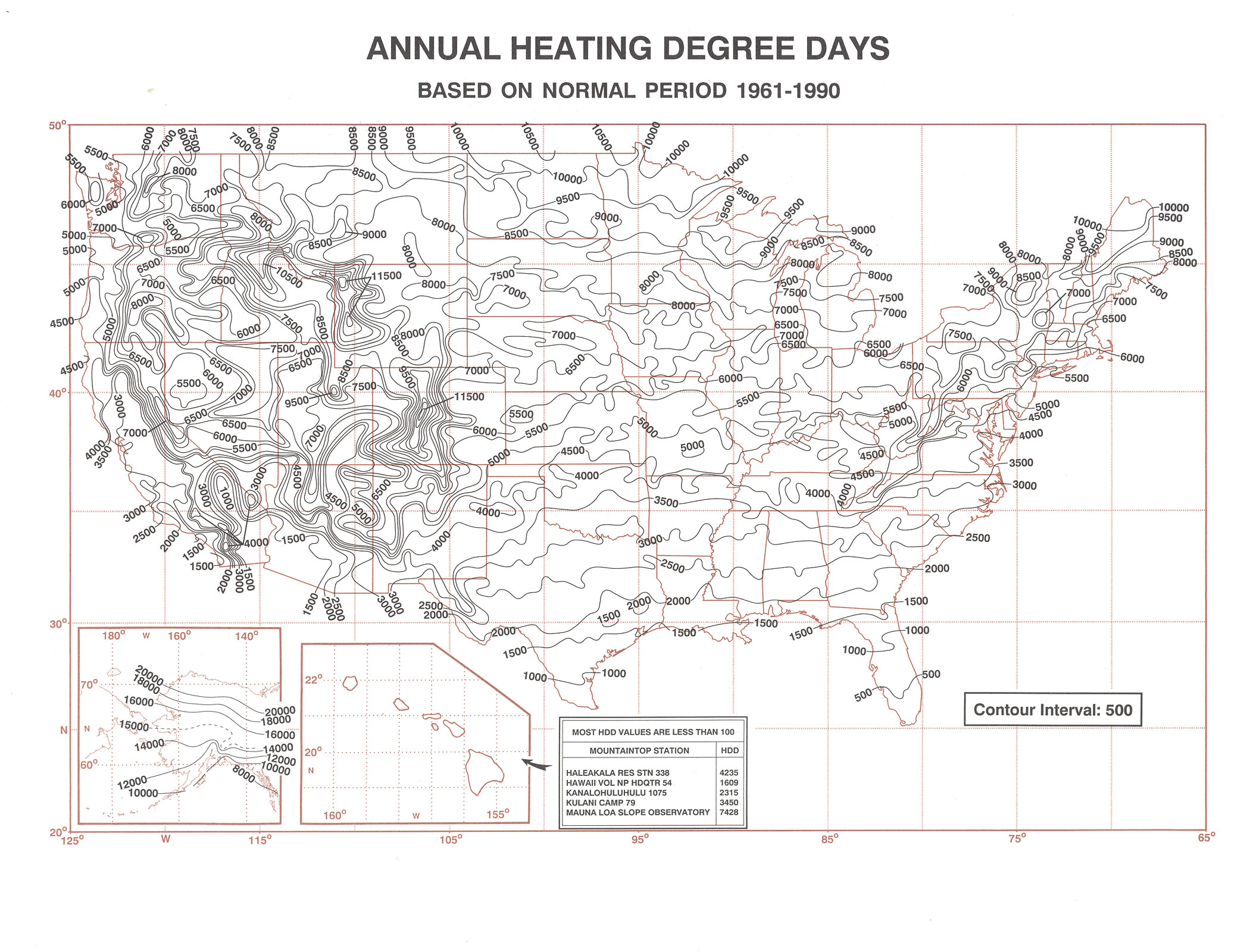
Mapa dels graus dia de calor als Estats Units, 1961-1990

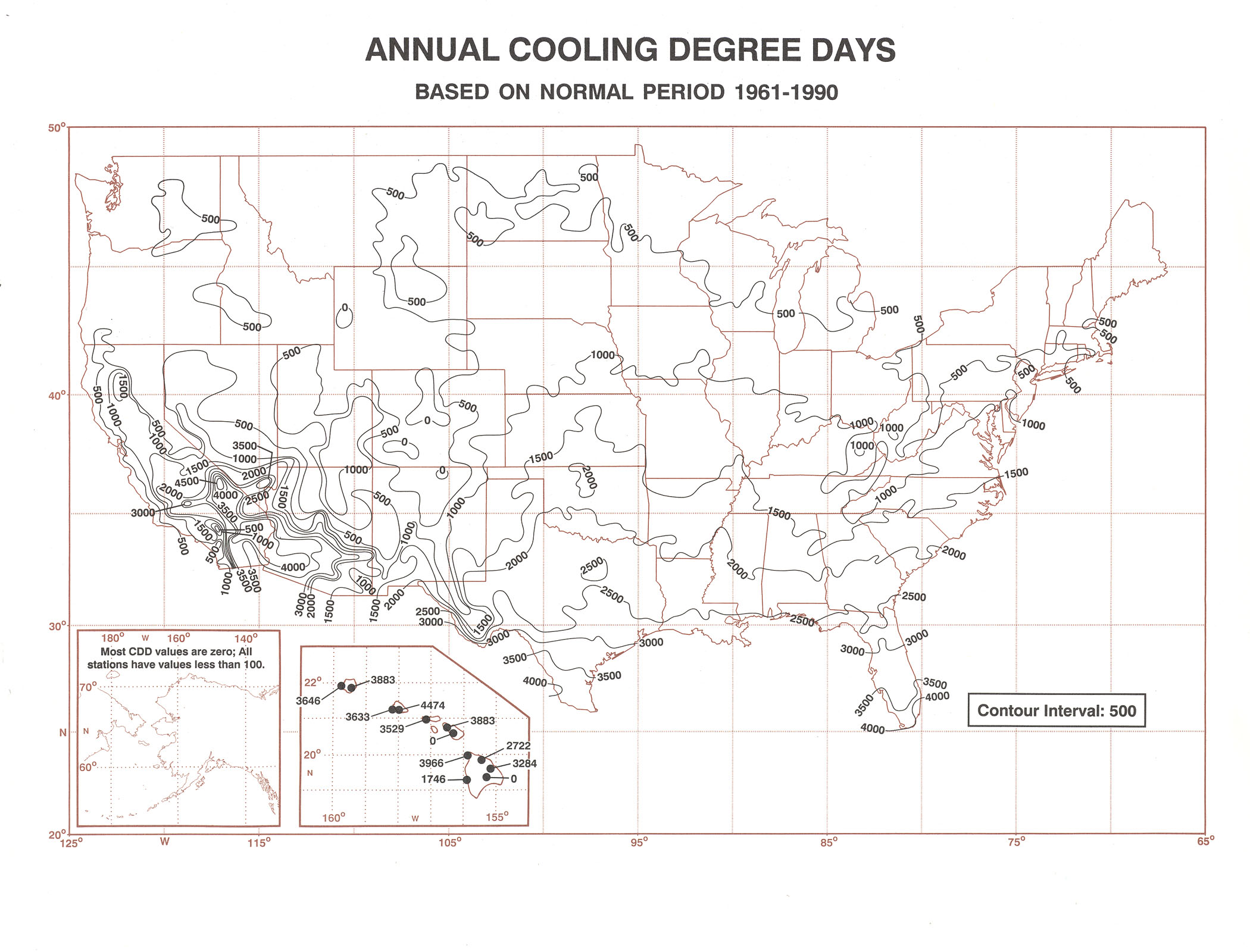
Mapa dels graus dia de climatització als Estats Units, 1961-1990

Els graus dia unificats o GDU és una mesura d'escalfament o refredament. Permeten realitzar estimacions de consum d'energia tèrmica en proporció amb la rigor de l'hivern. La suma dels graus dia en una localitat també serveix permeten planificar els conreus de l'agricultura i el control i gestió de les plagues animals. La suma de graus dies mensual o setmanal es fan servir per monitorar els costos de calefacció o refrigeració dels edificis. El total anual es pot usar per estimar els costos futurs.
Els graus dies es computen com la integral en funció del temps cronològic que generalment varien amb la temperatura. La integral queda truncada amb límits superiors i inferiors que varien segons cada organisme viu (en les plantes el límit inferior es coneix com el zero vegetatiu) o en els límits que siguin apropiats en el control climàtic que es desitgi. La funció pot ser estimada o mesurada per un dels següents mètodes, en cada cas es fa referència a una temperatura de referència escollida.
- Mesuraments freqüents i continus que integren el dèficit de temperatura o el seu excés;
- Tractament del perfil de temperatura de cada dia com una ona sinusoide amb amplitud igual a la variació de la temperatura diària, mesurada des del màxim i el mínim, i totalitzant els resultats diàriament;
- Com a dalt, però calculant la diferència diàriament entre la temperatura mitjana i la temperatura de base;
- Com prèviament, però amb modified formulae en alguns dies.

Un dia grau zero, en tècnica d'eficiència energètica, és quan el consum d'energia per a calefacció o refrigeració es troba al mínim i és útil perquè les companyies subministradores d'energia puguin predir els consums més baixos de demanda d'energia.
En la pràctica hi ha dos mètodes de càlcuI de les GDU que donen resultats diferents: un mètode anomenat « Meteo » amb càlcul simple i un mètode dit « Professionals de l'energia » amb un càlcul més elaborat (conforme al mètode reglamentari Costic per la calefacció).
En el mètode « Meteo », per cada 24 hores, el nombre de graus dia unificats es determina fent la diferència entre la temperatura de referència (per exemple 18 °C), i la mitjana de la temperatura mínima i la temperatura màxima de cada dia, és a dir en aquest exemple 18 °C menys la meitat de la suma de la temperatura màxima i la temperatura mínima. És doncs, una estimació de la diferència entre la temperatura interior de referència i la temperatura exterior mitjana del dia.
A França, per exemple, habitualment els GDU es prenen sobre el període de calefacció dels 232 dies que van del primer d'octubre al 20 de maig. A França el total mitjà de graus dia va des dels 1.400 graus dia pel litoral de Còrsega als 3800 GDU dels Massís del Jura. En un hivern de rigor mitjana els graus dies en la major part de la França metropolitana se situen entre els 2.000 i els 3.000.